# Габели, Ираклий Ревазович
Ира́клий Рева́зович Габе́ли (фамилия при рождении — Габичва́дзе) (6 марта 1945, Тбилиси — 5 декабря 2009, Москва) — советский и российский композитор, редактор. Заслуженный деятель искусств Российской Федерации (2003).

## Биография
Ираклий Ревазович Габичвадзе родился 6 марта 1945 года в Тбилиси. Отец — Реваз Габичвадзе, композитор, профессор Тбилисской консерватории.
В 1971 году окончил теоретико-композиторский факультет Московской Государственной Консерватории, через два года — аспирантуру по классу композиции у Т. Н. Хренникова.
С 1973 по 1987 год занимал должность редактора издательства «Советский композитор». Автор музыки к более чем 85 кинофильмам.
С 1991 года — советник по культуре департамента мэра Москвы. Тогда же вступил в движение демократических реформ, основав Российскую партию демократических преобразований и став её председателем.
Увлекался автомобилями, астрономией и астрофизикой.
Член Союза Композиторов (1974), Член Союза Кинематографистов РФ.
Жена — музыкальный редактор ЦТ Татьяна Гудкова, дочь — музыкант Екатерина.
Скончался после тяжёлой и продолжительной болезни 5 декабря 2009 года в Москве.

## Основные сочинения

### Сочинения для оркестра
- Симфония № 1 «Драматический диалог» (1982)
- Симфония № 2
- Поэма «Антифоны» для оркестра и синтезатора (1978)
- Увертюра (1973)
- Концерт для фортепиано с оркестром (1971)
- Концерт для скрипки с оркестром (1973)

### Сочинения для фортепиано
- Сонатина № 1 (1968)
- Сонатина № 2 (1970)
- Соната (1972)

### Камерные произведения
- 1966 — Струнный квартет
- 1980 — Концертная сюита для 6-ти медных духовых инструментов
- «Сеанс» пьеса для флейты и клавесина
- «1765» для флейты и фортепиано

## Фильмография

### Фильмы
- 1978 — Месяц длинных дней
- 1980 — Линия жизни
- 1980 — Альманах сатиры и юмора
- 1981 — Двадцать шесть дней из жизни Достоевского
- 1986 — Чичерин
- 1987 — В дебрях, где реки бегут...
- 1989 — Софья Петровна
- 1992 — Маленький гигант большого секса

### Мультфильмы
- 1981 — День рождения бабушки
- 1981 — Приключение на плоту
- 1982 — Тайна жёлтого куста
- 1989 — Большой Ух

### Сериалы
- 1992 — Мелочи жизни